# Benedykt Zaccaria

Herb rodziny Zaccaria

Benedykt Zaccaria, wł. Benedetto Zaccaria (ur. ok. 1235, zm. 1307) – genueński żeglarz, podróżnik, kupiec, polityk i admirał, władca Chios w latach 1304–1307. 

## Życiorys
Był jednym z dowódców i autor zwycięstwa genueńskiej floty w bitwie morskiej pod Melorią. Michał VIII Paleolog przyznał w 1267 jemu i jego bratu Manuelowi obie Fokee: Starą i Nową. Obaj Zaccariowie zorganizowali tam eksploatację ałunu, tj. dwunastowodnego siarczanu glinowo-potasowego, niezbędnego do produkcji tkanin i ich barwienia. Bracia zapewnili transport na Zachód, wykorzystując do tego własną flotę, która przewoziła cenny minerał do Flandrii. Benedykt Zaccaria zajął Chios w 1304. Cesarz Andronik II Paleolog uznał ten stan rzeczy. Zaccaria zorganizował eksploatację mastyksu. Jego synem i następca na Chios był Paleolog Zaccaria. 